# Sabadaço
Sabadaço foi um programa de auditório brasileiro exibido pela Rede Bandeirantes entre 24 de agosto de 2002 e 27 de janeiro de 2007.

## História
Apresentado por Gilberto Barros, o Leão, era apresentado todos os sábados do meio-dia às 18 horas, considerado por muitos o programa semanal ao vivo de maior duração diária do mundo nos anos 2000.[carece de fontes?]
O programa sabatino foi exibido entre 2002 e 2007. Em 2004, teve uma hora de redução, sendo exibido das 13 às 18 horas, mas logo foi estendido para 18h15. Em 2005 o programa passou a ser exibido de 12h30 às 17h00 devido à transmissão do Campeonato Italiano de Futebol. Ao mesmo tempo, Gilberto Barros, apresentava outro programa, Boa Noite Brasil, nas noites de segunda a sexta-feira.
No entanto, por motivo de perda de audiência em vários horários no programa e o recém-contratado Raul Gil, o Sabadaço foi exibido pela última vez em 27 de janeiro de 2007 e nunca mais voltou à programação da emissora.

## Denúncias
Em 2004, o programa entrou na lista da campanha "Quem Financia a Baixaria é Contra a Cidadania", que é formada por denúncias de telespectadores e pelo Comitê de Acompanhamento da Programação (CAP), onde estão como representantes mais de 60 entidades que assessoram a Comissão de Direitos Humanos e Minorias da Câmara dos Deputados para criar o "Ranking da Baixaria na TV". As queixas indicavam que Sabadaço era exibido em horário impróprio e usava apelo sexual.

## Memes
Em 7 de outubro de 2006, houve a apresentação do grupo Kasino, que acabou ficando popular na internet devido às constantes interrupções de Gilberto Barros na performance.
O grito Aê Kasinão!, disparado pelo apresentador durante o programa, viria a se tornar um bordão utilizado em referência ao vocalista.